# Avitta flavicilia
Avitta flavicilia là một loài bướm đêm trong họ Noctuidae.